# Linet Masaiová
Linet Chepkwemoi Masai (* 5. prosince 1989, Kapsokwony) je keňská atletka, běžkyně, jejíž specializací jsou střední a dlouhé tratě.
Na letních olympijských hrách v Pekingu 2008 doběhla v závodě na 10 000 metrů na čtvrtém místě. Cílem proběhla v čase 30:26,50 čímž vytvořila nový světový juniorský rekord . Po následné diskvalifikaci turecké běžkyně Elvan Abeylegesseové postoupila na třetí místo.
O rok později se stala v Berlíně na stejné trati mistryní světa.